# Komm, susser Tod
「Komm, süsser Tod」（コム、ズューサー・トート, 日本語: 甘き死よ、来たれ, 英語: Come, Sweet Death）は、1997年7月19日に公開された『新世紀エヴァンゲリオン劇場版 Air/まごころを、君に』の劇中挿入歌である。ボーカルはARIANNE。

## 概要
タイトルはJ.S.バッハの教会カンタータ、『来たれ、汝甘き死の時よ』が基になっている。また、タイトルはドイツ語だが、歌詞は英語となっている。エヴァンゲリオンシリーズの監督である庵野秀明自らが書いた日本語訳の歌詞と英語訳は、一見大きく違うように見えるが、本質は同じことを歌っており、It all returns to nothing（無へと還ろう）というフレーズが何度もリフレインされている。劇中においては人類補完計画発動のシーンで流れる。
1997年8月1日に発売された「THE END OF EVANGELION」のシングルCDに収められ、その後も様々なアルバムに収録されている曲である。劇場版第26話では本来「Everything you've ever dreamed」とこの曲がセットで使用される予定であったが、結局は没となり、この曲のみが使用されることとなった。
シングルCD版に収録されている曲は劇中では使用されず、実際に劇中で使用された版ではシングル版後半の大勢の人々の歌声がカットされている。シングルCD版は後にアルバム『Refrain of Evangelion』に再収録された。
また、2010年初頭に放映されたフィールズ発売のパチスロ『新世紀エヴァンゲリオン 〜魂の軌跡〜』のCM曲として、また、2011年4月から2012年3月までTBS系列で放送された『ホンネ日和』のオープニングとしても使用された。
2012年にARIANNE本人が2012年バージョンの「Komm, süsser Tod」を発表した。
なお、劇場版の使用曲ではあるが、テレビシリーズのビデオ版として発売された第26話にも使用されている。

## 収録曲
THE END OF EVANGELION（使用楽曲3曲収録シングル）
1. THANATOS -IF I CAN'T BE YOURS- [4:52]
歌：LOREN & MASH
作詞：MASH、作曲・編曲：Shiro SAGISU（鷺巣詩郎）
  - 映画『新世紀エヴァンゲリオン劇場版 Air/まごころを、君に』主題歌
2. Komm, süsser Tod [7:55]
歌：ARIANNE
日本語原詩：Hideaki ANNO（庵野秀明）、英訳：Mike WYZGOWSKI、作曲・編曲：Shiro SAGISU（鷺巣詩郎）
  - 映画『新世紀エヴァンゲリオン劇場版 Air/まごころを、君に』挿入歌
3. II Air [ORCHESTRAL SUITE No.3 in D Major, BWV.1068] [3:22]
作曲：J.S.BACH、編曲：Shiro SAGISU（鷺巣詩郎）

## 参加ミュージシャン
- ドラムス：島村英二[4]
- ベース：岡沢章[4]
- ピアノ：中西康晴[4]
- ハモンドオルガン：中西康晴[4]
- パーカッション：斉藤ノブ[4]
- ギター：芳野藤丸[4]
- コーラス：London Community Gospel Choir[4]

## 収録アルバム
| 収録アルバム                                                | 発売日         | 規格品番      | バージョン                    | トラック番号         |
| ----------------------------------------------------------- | -------------- | ------------- | ----------------------------- | -------------------- |
| 『THE END OF EVANGELION』                                   | 1997年9月26日  | KICA-370      | M-10 Director's Edit. Version | #11                  |
| 『NEON GENESIS EVANGELION: S2 WORKS』                       | 1998年12月4日  | KICA-426      | （原曲）                      | Disc6-#16            |
| 『NEON GENESIS EVANGELION: S2 WORKS』                       | 1998年12月4日  | KICA-426      | M-10 Director's Edit. Version | Disc6-#17            |
| 『NEON GENESIS EVANGELION: S2 WORKS』                       | 1998年12月4日  | SSX-10025     | M-10 イントロ無Aタイプ        | ボーナスディスク-#16 |
| 『NEON GENESIS EVANGELION: S2 WORKS』                       | 1998年12月4日  | SSX-10025     | M-10 イントロ無Bタイプ        | ボーナスディスク-#17 |
| 『EVANGELION -THE DAY OF SECOND IMPACT-』                   | 2000年9月13日  | KICA-525      | M-10 Director's Edit. Version | #10                  |
| 『Refrain of Evangelion』                                   | 2003年7月24日  | KICA-608      | （原曲）                      | #25                  |
| 『NEON GENESIS EVANGELION DECADE』                          | 2005年10月26日 | KICA-718      | M-10 Director's Edit. Version | #11                  |
| 『A.T. EVA01 Reference CD』                                 | 2007年12月21日 | SSX-10121     | （原曲のリマスタリング）      | #5                   |
| 『Evangelion PianoForte #1』                                | 2013年10月23日 | KICA-3216     | M10_nakanishi_arianne         | #5                   |
| 『アニソン録 プラス。』                                     | 2018年8月29日  | KICA-2529〜32 | （原曲）                      | Disc3-#5             |
| 『NEON GENESIS EVANGELION SOUNDTRACK 25th ANNIVERSARY BOX』 | 2020年10月7日  | KICA-2576〜80 | M-10 Director's Edit. Version | Disc5-#11            |
| 『EVANGELION FINALLY』                                      | 2020年10月7日  | KICA-2583     | M-10 Director's Edit. Version | #5                   |

## カバー
| アーティスト | 収録アルバム                                                   | 発売日         | 規格品番   | トラック番号 | 備考                                                                  |
| ------------ | -------------------------------------------------------------- | -------------- | ---------- | ------------ | --------------------------------------------------------------------- |
| LOREN & MASH | 『EVANGELION-VOX』                                             | 1997年12月3日  | KICA-382   | #13          | TUMBLING DOWN-MIXとして収録。                                         |
| arlie Ray    | 『降臨、ふたたび』                                             | 2012年11月7日  | CLD-1220   | #9           |                                                                       |
| 林原めぐみ   | 『THE WORLD! EVANGELION JAZZ NIGHT =THE TOKYO III JAZZ CLUB=』 | 2014年12月24日 | KICA-3219  | #3           | 日本語版（タイトルは『Come sweet death, second impact』）として収録。 |
| 林原めぐみ   | 『Fifty〜Fifty』                                               | 2018年3月30日  | KICS-3693  | #2           | 日本語版（タイトルは『Come sweet death, second impact』）として収録。 |
| Mili         | 『Miracle Milk』                                               | 2016年10月12日 | SIHT-1004  | #18          |                                                                       |
| 緒方恵美     | 『アニメグ。25th』                                             | 2017年10月11日 | LACA-15665 | #13          |                                                                       |

## ARIANNEについて
アリアンヌ・クレオパトラ・シュライバー（Arianne Cleopatra Schreiber）は南アフリカ出身のシンガーソングライター。1992年頃にイギリス・ロンドンに移住。現在はオーストラリアに在住。
ロンドンに移住してからダンス、演技、歌を3年間学ぶ。
1996年、ジョージ・マイケルにスカウトされ、彼が当時所属していたエイジアンレコードからソロデビューする話が持ち上がった。デビューのためにレニー・フランチ（Lenny Franchi）とプリプロ制作を進めていた。
同じく1996年、キーボーディストのジェームス・ジャックマン（James Jackman）とギタリストのジム・トーマス（Jim Thomas）とともにTriggerを結成。1997年にエイジアンレコードよりシングル「Dream」でデビュー。
同年11月に、鷺巣詩郎が「Komm, süsser Tod」のボーカルを探しにロンドンに渡った際に、鷺巣の音楽仲間であるレニーの紹介で「Komm, süsser Tod」のボーカルを担当することになった。1997年1月に、鷺巣とともに日本に渡り、東京に4日間滞在し、キングレコードのスタジオで「Komm, süsser Tod」と「Everything you've ever dreamed」のボーカルレコーディングをした。イギリスに帰国後は、LORENが「THANATOS -IF I CAN'T BE YOURS-」のボーカルレコーディングをする際もスタジオに見学に来た。
1997年後半、ARIANNEとレニーはソロデビューの準備の再開をしたが、ジョージとレコード会社との裁判およびジョージの不祥事によってARIANNEのソロデビューの話が無くなってしまった。レニーはその後も他のレコード会社にARIANNEのデビューの話を持ち込んだが、実現することはなく2000年頃にはデビュー話は完全に立ち消えになった。
その後、彼女はスタジオミュージシャンとしてジョージ・マイケルやエイジアン・ダブ・ファウンデーションなどのプロジェクトに参加している。リンメルやドルチェ&ガッバーナのテレビコマーシャルソングも担当した。
1999年にヨーロッパで発売されたPCゲーム『Rocky Interactive Horror Show』の挿入歌のボーカルを3曲担当した。
2012年に、ファンからの依頼で「Komm, süsser Tod」の2012バージョンを製作した。